# Wilkes 200 1952
Wilkes 200 1952 var ett stockcarlopp ingående i Nascar Grand National Series (nuvarande Nascar Cup Series) som kördes 26 oktober 1952 på den 0,625 mile (1005,84 meter) långa ovalbanan North Wilkesboro Speedway i North Wilkesboro, North Carolina. Totalt avverkades 125 miles (201,168 km) fördelat på 200 varv. Banunderlaget var dirt. Loppet vanns av Herb Thomas i en Hudson på tiden 1:51.52 körande för sitt eget team Herb Thomas Racing. Thomas snitthastighet var 67,044 mph.Prispotten uppgick till 3 625 dollar, varav 1 000 dollar gick till segraren.

## Resultat
| Plc     | Nr   | Förare           | Team/ bilägare    | Konstruktör | Start | Varv | Ledda varv |
| ------- | ---- | ---------------- | ----------------- | ----------- | ----- | ---- | ---------- |
| 1       | 9    | Herb Thomas      | Herb Thomas       | Hudson      | 1     | 200  | 192        |
| 2       | 14   | Fonty Flock      | Frank Christian   | Oldsmobile  | 2     | 200  | 8          |
| 3       | 92   | Donald Thomas    | Herb Thomas       | Hudson      | 6     | 200  | 0          |
| 4       | 91   | Tim Flock        | Ted Chester       | Hudson      | 8     | 199  | 0          |
| 5       | 120  | Dick Rathmann    | Walt Chapman      | Hudson      | 4     | 194  | 0          |
| 6       | 44   | Jimmie Lewallen  | Julian Petty      | Plymouth    | 15    | 193  | 0          |
| 7       | 22   | Perk Brown       | R.G. Shelton      | Hudson      | 3     | 190  | 0          |
| 8       | 19   | Fred Dove        | Sam Nunn          | Oldsmobile  | 20    | 188  | 0          |
| 9       | 55   | Bub King         | Bub King          | Hudson      | 12    | 182  | 0          |
| 10      | 71   | Coleman Lawrence | Coleman Lawrence  | Plymouth    | 27    | 172  | 0          |
| 11      | i.u. | J.C. White       | i.u.              | Ford        | 22    | 164  | 0          |
| 12      | 24   | Bob Welborn      | J.O. Goode        | Plymouth    | 19    | 161  | 0          |
| 13      | 42   | Lee Petty        | Petty Enterprises | Plymouth    | 14    | 148  | 0          |
| 14      | 98   | Ewell Weddle     | Ewell Weddle      | Plymouth    | 17    | 146  | 0          |
| 15      | i.u. | Coleman Grant    | i.u.              | Plymouth    | 24    | 146  | 0          |
| 16      | 89   | Buck Baker       | B.A. Pless        | Oldsmobile  | 10    | 143  | 0          |
| 17      | 167  | Elton Hildreth   | Elton Hildreth    | Nash        | 18    | 126  | 0          |
| 18      | 12   | Jim Paschal      | Buckshot Morris   | Oldsmobile  | 13    | 122  | 0          |
| 19      | 82   | Joe Eubanks      | Phil Oates        | Hudson      | 11    | 114  | 0          |
| 20      | 93   | Ted Chamberlain  | Ted Chamberlain   | Nash        | 26    | 88   | 0          |
| 21      | 16   | George Bush      | A.J. Lorenzo      | Oldsmobile  | 23    | 67   | 0          |
| 22      | 46   | Ralph Liguori    | Ralph Liguori     | Oldsmobile  | 7     | 66   | 0          |
| 23      | 77   | Dick Passwater   | Frank Arford      | Oldsmobile  | 5     | 62   | 0          |
| 24      | i.u. | Charles Barry    | O.C. Francis      | Oldsmobile  | 16    | 44   | 0          |
| 25      | i.u. | Paul Richardson  | i.u.              | Oldsmobile  | 21    | 39   | 0          |
| 26      | 2    | Bill Blair       | George Hutchens   | Oldsmobile  | 9     | 15   | 0          |
| 27      | 94   | J.O. Staton      | Louise Smith      | Ford        | 25    | 10   | 0          |
| Källor: |      |                  |                   |             |       |      |            |